# Kurt Presslmayr
Kurt Presslmayr (Steyr, 6 de febrero de 1943) es un deportista austríaco que compitió en piragüismo en la modalidad de eslalon. Ganó tres medallas en el Campeonato Mundial de Piragüismo en Eslalon, en los años 1965 y 1971.

## Palmarés internacional
| Campeonato Mundial | Campeonato Mundial | Campeonato Mundial | Campeonato Mundial |
| Año                | Lugar              | Medalla            | Competición        |
| ------------------ | ------------------ | ------------------ | ------------------ |
| 1965               | Spittal (Austria)  | Medalla de oro     | K1 individual      |
| 1965               | Spittal (Austria)  | Medalla de bronce  | K1 por equipos     |
| 1971               | Merano (Italia)    | Medalla de oro     | K1 por equipos     |